# 罗什让
罗什让（法語：Rochejean，法語發音：[ʁɔʃʒɑ̃]）是法国杜省的一个市镇，属于蓬塔利耶区。

## 地理
罗什让（46°44'44"N, 6°17'37"E）面积24.32 平方千米，位于法国勃艮第-弗朗什-孔泰大區杜省，该省份为法国东部内陆省份，北起上索恩省，西接汝拉省，东部及东南部与瑞士接壤，东北部与贝尔福地区省接壤。
与罗什让接壤的市镇（或旧市镇、城区）包括：拉贝热芒圣玛丽、布雷和迈松迪布瓦、富尔卡捷和迈松讷沃、隆日维尔蒙多尔、莱维勒迪约。

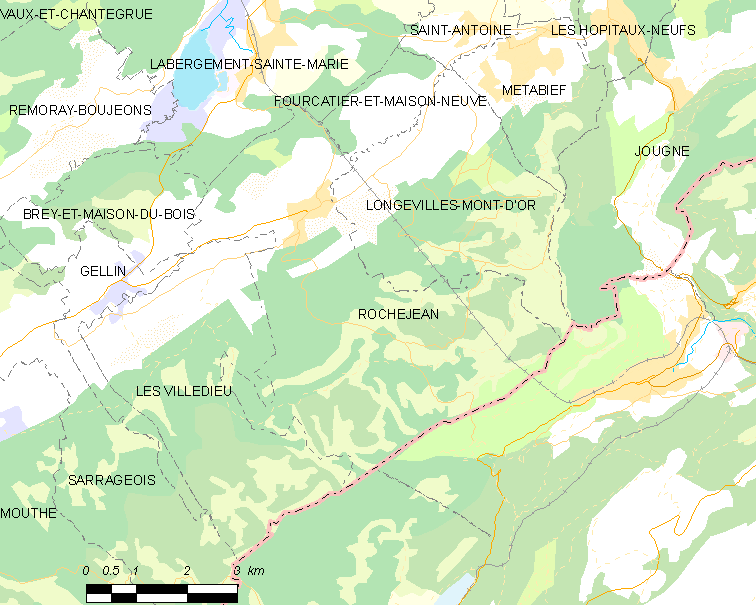
罗什让的OSM定位图

罗什让的时区为UTC+01:00、UTC+02:00（夏令时）。

## 行政
罗什让的邮政编码为25370，INSEE市镇编码为25494。

## 政治
罗什让所属的省级选区为弗拉讷县。

## 人口

1962-2008年间罗什让人口变化图示

罗什让于2022年1月1日时的人口数量为748人。